# Orange (Mario-Pavone-Album)
Orange ist ein Jazzalbum des Mario Pavone Nu Trio/Quintet. Die am 18. Juni 2003 im Systems Two Studio, Brooklyn, entstandenen Aufnahmen erschienen am 14. Oktober 2003 auf dem Label Playscape Recordings.

## Hintergrund
Das Album Orange basiert im Kern auf Pavones Trio mit dem regulären Mitarbeiter Peter Madsen am Piano, und mit Gerald Cleaver am Schlagzeug, der Michael Sarin ablöst. Ergänzt wird das Trio bei fünf Stücken um dem Trompeter Steven Bernstein und den Tenorsaxophonisten Tony Malaby. Trompeter Bernstein hat drei davon arrangiert.

## Titelliste
- Mario Pavone Nu Trio / Quintet: Orange (Playscape Recordings PSR#J061803)[2]

1. Blue Rex (Arrangement: Steven Bernstein)
2. Triple Diamond
3. Sky Tango (For T.C.) (Arrangement: Steven Bernstein)
4. Drop One (Arrangement: Michael Musillami)
5. Rebass Song
6. Burnt Sweet Orange
7. Goorootoo (Arrangement: Steven Bernstein)
8. Box In Orange
9. Language

Alle Kompositionen stammen von Mario Pavone.

## Rezeption

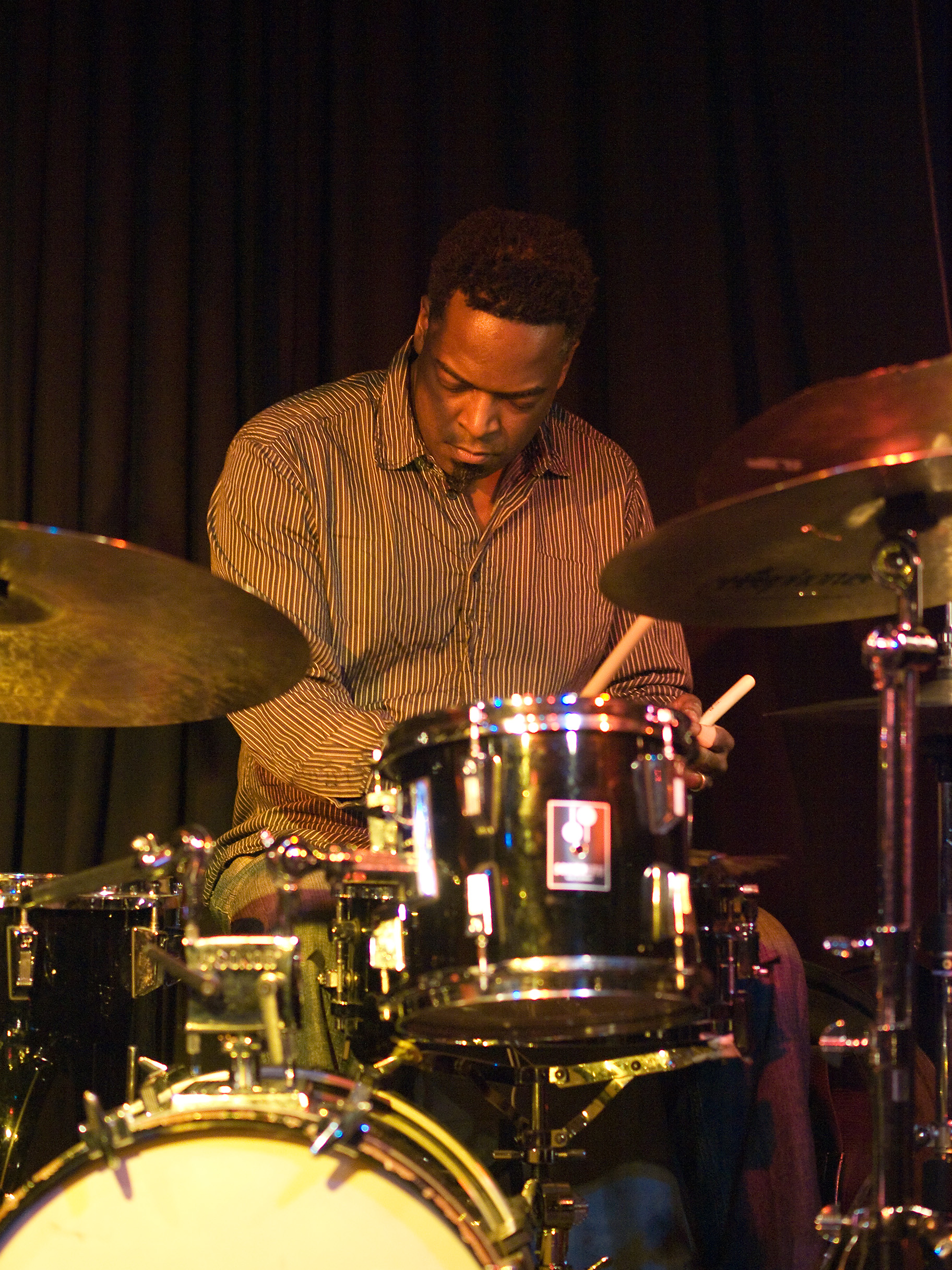
Gerald Cleaver bei einem Auftritt in der Unterfahrt München 2009

Richard Cook und Brian Morton zeichneten das Album mit dreieinhalb Sternen aus und schrieben in der achten Auflage des Penguin Guide to Jazz, bei Orange gleiche Cleavers direkterer Beitrag das Tempo aus und vereinfache in gewisser Hinsicht die Musik. Einige werden die lineare Qualität dieses Albums einigen seiner Vorgängeralben vorziehen, aber nach Ansicht der Autoren fehlt die Tiefe und der Charakter von Mythos. Zu den Höhepunkten des Albums würden „Sky Tango“, ein langes, sich langsam entwickelndes Stück, das in späteren Phasen weitgehend improvisiert wurde, sowie „Gooroto“ zählen, letzteres der andere groß angelegte Versuch, in einigen Aspekten fast afrikanisch, in anderen sehr nach New York klingend.
Dave Lynch verlieh dem Album in Allmusic viereinhalb Sterne und schrieb, Pavones angenehme Musik dürfte sowohl Hörer von innen als auch von außen ansprechen, zu denen jene gehören, die sich für Hard Bop und Post-Bop begeistern, bis zu denen, die offenere Stile der Jazz-Erkundung bevorzugen würden. Bei allen Leistungen der Bandmitglieder habe letztendlich auf diesem Album natürlich Pavone die zentrale Rolle als Komponist und mit der tiefen Kraft, mit der er die Musik vorantreibe. Orange verdiene den Platz im Regal neben den klassischen Veröffentlichungen von Blue Note, Prestige und Riverside sowie Jazzalben neueren Jahrgangs von New World, Tzadik und Knitting Factory, ganz zu schweigen von Playscape selbst.
Nach Ansicht von Jeff Stockton, der das Album in All About Jazz rezensierte, biete für diejenigen von uns, die in dieser chaotischen Welt ein wenig Struktur brauchen, der Bassist, Komponist und Bandleader Mario Pavone mit Orange eine Reihe von Stücken an, in denen das Chaos mit dicht komponierten Melodien in Schach gehalten werde, wobei das Chaos durch aufregende und riskante Soli der Musiker verursacht werde. Die Musik des Nu Trio strotze vor kreativer Energie, so der Autor, und Madsen und Pavone würden die Führung hin und her reichen, die Töne des Klaviers regneten, der Bass schlage hart und tief; Gerald Cleavers Schlagzeugspiel lege sich elastisch und geschmeidig darunter.